# Кліфф Едвардс
Кліфф Едвардс (англ. Clifton Avon Edwards; 14 червня 1895 — 17 липня 1971) — американський співак, актор і музикант, популярний в 1920-х — 1930-х роках. Він був першим виконавцем пісні «Співаючі під дощем», акомпанував собі на укулеле, інструменті, яким він віртуозно володів.

## Вибрана фільмографія
- 1929 — Голлівудське рев'ю 1929 року
- 1930 — Піхотинці
- 1930 — Місяць Монтани
- 1930 — Задоволені діти
- 1930 — Дистанційне керування
- 1931 — Танцюйте, дурні, танцюйте
- 1931 — Кабінет, спальня і ванна
- 1931 — Усміхнені грішники
- 1931 — Тротуари Нью-Йорка
- 1931 — Гріх Мадлон Клоде